# Leptopelis omissus
Leptopelis omissus là một loài ếch thuộc họ Hyperoliidae.
Loài này có ở Cameroon, Cộng hòa Congo, Gabon, Nigeria, có thể cả Angola, có thể cả Cộng hòa Trung Phi, có thể cả Cộng hòa Dân chủ Congo, và có thể cả Guinea Xích Đạo.
Môi trường sống tự nhiên của chúng là rừng ẩm vùng đất thấp nhiệt đới hoặc cận nhiệt đới, sông ngòi, đầm nước, đầm nước ngọt, và rừng trước đây suy thoái nghiêm trọng.
Chúng hiện đang bị đe dọa vì mất môi trường sống.